# Істислав
Істисла́в — чоловіче слов'янське двохосновне особове ім'я, що утворене зі слів «істи»/«іскати» (шукати) та «слава»; відоме з часів Русі. Як княже ім'я, фамільне в роду Рюриковичів у XI–XIII ст. не набуло широкого розповсюдження.
Жіноча форма імені — Істислава.